# アンファーPresents なかにし礼「明日への風」
『アンファーPresents なかにし礼「明日への風」』（アンファー・プレゼンツ・なかにしれい・あしたへのかぜ）は、文化放送で2014年10月から毎週金曜19:30-20:00に放送されていた、なかにし礼のディスクジョッキーによる音楽トーク番組である。アンファー1社協賛番組。
作詞家、作家、エッセイスト、テレビコメンテーターと多方面で活躍するなかにし自らの人生を「作詞」「作曲」「歌」に込められた時代背景と、それに込められたメッセージを絡ませながら、なかにし自らの語りで振り返るというものである。アシスタントは鈴木純子。
2015年3月6日放送で、なかにしが食道がんを再発させていたため、病気療養のため休演。同月13日は鈴木らが代行、翌週20日に繰り上げ終了。